# جرج بریکر
جرج بریکر (انگلیسی: George Bricker؛ ۱۸ ژوئیه ۱۸۹۸ – ۲۲ ژانویه ۱۹۵۵) نویسنده و فیلم‌نامه‌نویس اهل ایالات متحده آمریکا بود که بیشتر در عرصهٔ فیلم‌های درجه ب با شرکت‌هایی نظیر برادران وارنر، کلمبیا پیکچرز، یونیورسال پیکچرز و مونوگرام پیکچرز همکاری داشت.
از فیلم‌های او می‌توان به استادان رقص، خانه دراکولا، گرگ‌نمای لندن و راه‌بند اشاره کرد.